# هری فن بورخن
هری فن بورخن (انگلیسی: Harry Van Bergen; ۱۵ آوریل ۱۸۷۱ – ۳۱ دسامبر ۱۹۶۳) قایقران قایق بادبانی اهل ایالات متحده آمریکا بود.